# PalaCorigliano
Il PalaCorigliano è un palazzetto dello sport sito a Corigliano Calabro, frazione di Corigliano-Rossano.
Viene utilizzato per le partite casalinghe di pallavolo, dal Corigliano Volley, e di calcio a 5, dal FC5 Corigliano Futsal.